# Viktor Šnajder
Viktor Šnajder (ur. 17 czerwca 1934 w Đakovie, zm. 14 listopada 2014 w Zagrzebiu) – chorwacki naukowiec, profesor kinezjologii, w młodości lekkoatleta, sprinter, mistrz uniwersjady i igrzysk śródziemnomorskich, olimpijczyk. W trakcie kariery sportowej reprezentował Jugosławię.

## Kariera sportowa
Specjalizował się w biegu na 400 metrów. Odpadł w półfinale tej konkurencji na mistrzostwach Europy w 1958 w Sztokholmie.
Zwyciężył w biegu na 400 metrów na uniwersjadzie w 1959 w Turynie oraz na igrzyskach śródziemnomorskich w 1959 w Bejrucie. Na igrzyskach olimpijskich w 1960 w Rzymie wystąpił w sztafecie 4 × 400 metrów, która odpadła w półfinale. Odpadł w eliminacjach sztafety 4 × 400 metrów na mistrzostwach Europy w 1962 w Belgradzie.
Zwyciężył w mistrzostwach krajów bałkańskich w biegu na 400 metrów w 1958 i 1959.
Czterokrotnie poprawiał rekord Jugosławii w biegu na 400 metrów, doprowadzając go do wyniku 47,0 s, uzyskanego 21 września 1958 w Sofii. Trzykrotnie był rekordzistą swego kraju w sztafecie 4 × 400 metrów, do czasu 3:10,6 (7 września 1960 w Rzymie). Wyrównał rekord Jugosławii w biegu na 200 metrów rezultatem 21,7 s (23 sierpnia 1959 w Belgradzie).

## Działalność akademicka
Ukończył wyższą szkołę pedagogiczną w Zagrzebiu w 1959 i wyższą szkołę wychowania fizycznego, również w Zagrzebiu, w 1963. W 1970 uzyskał magisterium, a w 1982 obronił pracę doktorską. Był zatrudniony w Akademii Pedagogicznej w Zagrzebiu, a po jej rozwiązaniu w 1975 na Uniwersytecie w Zagrzebiu, na Wydziale Kinezjologii. Tytuł profesora nadzwyczajnego uzyskał w 1992, a profesora zwyczajnego w 1997.
Zmarł w 2014. Jest pochowany na cmentarzu Mirogoj w Zagrzebiu. 